# 842 Kerstin
842 Kerstin
842 Kerstin là một tiểu hành tinh ở vành đai chính. Nó được Max Wolf phát hiện ngày 01.10.1916 ở Heidelberg, và được đặt theo tên Kerstin, tên họ của phụ nữ Đức.